# Distretto di Longting
Il distretto di Longting (龙亭区S, Lóngtíng QūP) è un distretto della Cina, situato nella provincia di Henan e amministrato dalla prefettura di Kaifeng.